# Nonno (The Munsters)
Sam Dracula, familiarmente chiamato Nonno, conosciuto anche come Vladimir Dracula, Conte Dracula e Il Conte, è un personaggio immaginario del franchising horror-comedy statunitense The Munsters, creato nel 1964 da Allan Burns, Chris Hayward, Norm Liebmann e Ed Haas per la sitcom statunitense I mostri (The Munsters, 1964-1966).
Sam Dracula è un vampiro e scienziato pazzo, capostipite e patriarca della Famiglia Munster, la cui figlia Lily, anch'essa una vampira, ha sposato Herman, uno dei tanti mostri creati dal dottor Victor Frankenstein nell'Ottocento.
Originariamente interpretato dall'attore statunitense Al Lewis, il personaggio è poi apparso in numerosi altri opere e media, interpretato anche dagli attori Howard Morton, Robert Morse, Sandy Baron, Eddie Izzard e Daniel Roebuck.

## Caratteristiche
Il Nonno ha un laboratorio nella cantina della casa dei Munster e spesso fa riferimento a esso dicendo di "scendere in laboratorio". Le pozioni e gli incantesimi magici che vi inventa, sono al centro di molte storie delle opere sui Munster. Molte delle sue invenzioni sono meno che riuscite, ma non smette mai di pensarne di nuove.
Il Nonno può trasformarsi in un lupo o in un pipistrello, come nel Dracula di Bram Stoker. Nell'episodio della serie originale Herman's Sorority Caper (1966) e nel film La dolce vita... non piace ai mostri (Munster, Go Home!, 1966), si rivela che assume delle speciali pillole per trasformarsi in queste creature. In episodi successivi, tuttavia, e in tutti gli episodi de I mostri vent'anni dopo, muta da pipistrello a uomo e viceversa semplicemente a sua volontà.
Il Nonno ha una personalità estremamente sarcastica e spesso insulta suo genero, Herman. Nonostante ciò, il Nonno e Herman sono molto uniti. In un episodio, Lily afferma che, se non fosse per Herman, il Nonno "vivrebbe in una grotta a togliere le pulci dalle sue ali". Molti episodi della serie originale ruotano attorno ai piani strampalati che il Nonno e Herman escogitano, che finiscono o con il successo o con Lily che rimprovera i due per il loro fallimento.
Sebbene il Nonno sia generalmente considerato il membro più saggio della famiglia, ha anche una chiara vena testarda. Se sente di non ricevere il rispetto che merita, lo farà sapere a tutti e spesso storcerà la bocca o prenderà misure estreme per dimostrare la sua offesa. Sebbene sia generalmente un riuscito scienziato pazzo e mago, i suoi esperimenti tendono a essere comicamente assurdi, in linea con il genere.
Il Nonno è rappresentato come uno scienziato pazzo goffo ma amabile. Ha un pipistrello domestico di nome Igor che "gira" nel laboratorio del Nonno. E proprio come un pipistrello, anche il Nonno dorme sospeso a testa in giù dal soffitto: di solito in soggiorno, in soffitta o nel laboratorio. L'interno della sua camera da letto è stato mostrato nel secondo episodio della prima stagione della serie originale My Fair Munster (1964). Nell'episodio della seconda stagione della serie originale Underground Munster (1965), il Nonno fa colazione a letto su una lastra di marmo. Ne I mostri vent'anni dopo, il Nonno si fa compagnia con lo scheletro di nome Leonard, che ha conosciuto al college in Transilvania. Dei flashback sul passato al college college e di come Leonard e il Nonno si siano conosciuti, vengono mostrati nell'episodio de I mostri vent'anni dopo, Never Say Die (1990).
Il Nonno non mostra sempre le comuni caratteristiche associate ai vampiri. Ad esempio, in un episodio della serie originale, si guarda allo specchio e viene da questo riflesso. Tuttavia, non viene riflesso nelle opere successiva, né viene mai impressionato in fotografia o pellicola. Tradizionalmente, i vampiri. compreso il Conte Count von Count di Sesamo apriti, non vengono mai riflessi. Inoltre il Nonno, così come Lily, è visto diverse volte all'aperto durante il giorno senza che la luce solare abbia alcun effetto negativo su di lui. I vampiri nella maggior parte delle leggende escono solo di notte e di solito vengono uccisi dalla luce del giorno.
Uno sketch ricorrente nella serie originale, in seguito adottato anche ne I mostri ven'tanni dopo, è quello che riguarda i tentativi del Nonno di mordere qualcuno sul braccio, che di solito falliscono miseramente.

## Storia del personaggio

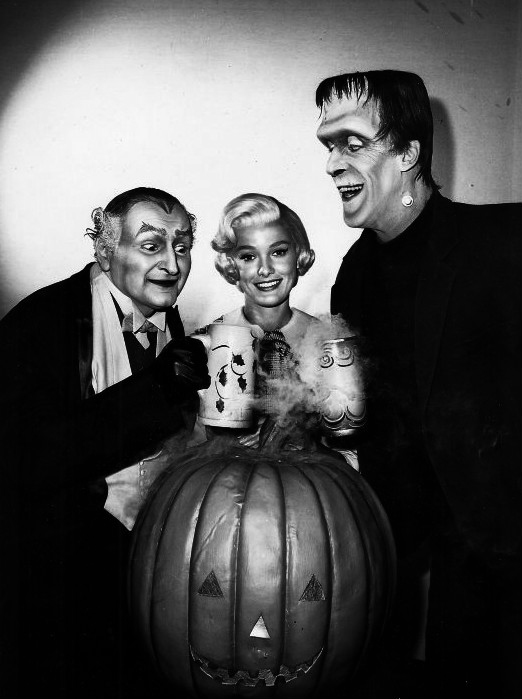
Il nonno con Marilyn e Herman Munster

Il nome completo del personaggio è dato come Sam Dracula, Conte di Transilvania. Uno sketch ricorrente, sia nella serie originale che nel sequel I mostri vent'anni dopo, è la sua età: la sua auto, la DRAG-U-LA, porta una sua lapide che recita "nato nel 1367-?". Non manca mai di dire di aver conosciuto personalmente varie figure storiche, tra cui Nerone, Re Artù, Riccardo Cuor di Leone e Jack lo Squartatore. Nell'episodio Grandpa's Lost Wife (1966), il Nonno dichiara di avere 378 anni, collocando la sua data di nascita intorno al 1588. Nell'episodio  de I mostri vent'anni dopo, It's My Party and I'll Die If I Want To (1990), il Nonno festeggia il suo 402º compleanno.
La famiglia usa una macchina del tempo e riporta indietro persone che sono state significative nella sua vita, tra cui il suo amico Gengis Khan, il fratello Yorga (interpretato da Sandy Baron, che ha interpretato anche il Nonno nel film per la televisione del 1995 The Munsters' Scary Little Christmas), una sua ex fidanzata, Shirley Zlebnik,  oltre alla sua madre autoritaria, interpretata dall'attrice Ruth Buzzi.
Nel primo episodio della serie originale, Munster Masquerade (1964), il Nonno dichiara di essersi sposato 167 volte e, anche se le sue mogli sono "tutte morte", lui è ancora in contatto con loro. L'ultima moglie del Nonno, Katja, che è anche la madre di Lily, fa un'apparizione nell'episodio della serie remake, Once in a Blue Moon (1989). Appare anche in una fotografia nella serie originale, scattata durante il matrimonio di Herman e Lily.
L'identità del Nonno come Conte Dracula viene accennata sia nella serie originale che ne I mostri ven'tanni dopo. Nell'episodio della serie originale The Musician (1966), il signor Gateman lo chiama "Conte Dracula" quando viene a cena. Nell'episodio, sempre della serie originale, The Fregosi Emerald (1966), il Nonno si definisce Conte Dracula con un operatore telefonico in Transilvania. Viene inoltre chiamato spesso anche "Il Conte" ne I mostri vent'anni dopo, come ad esempio avveiene nell'episodio Farewell Grandpa (1988). quando la famiglia scopre che non è cittadino americano e lo minaccia di farlo deportare in Transilvania dal governo degli Stati Uniti. Viene inoltre chiamato "Il Conte"  nel film del 2022 The Munsters. 
Nell'episodio della serie originale Happy 100th Anniversary (1965), Lily fa notare che il suo cognome da nubile è Dracula. Inoltre, nella serie I mostri vent'anni dopo, il Nonno viene chiamato anche Vladimir Dracula.

## Interpreti
Il primo e più noto interprete del Nonno della Famiglia Munster, fin dalla sua prima apparizione nel 1964 nella serie televisiva I mostri (The Munsters, 1964-1966), è l'attore statunitense Al Lewis, che riprenderà il ruolo anche nei successivi film Marineland Carnival (1965), La dolce vita... non piace ai mostri (1966) e The Munsters' Revenge (film per la televisione, 1981), oltre a essere l'unico attore del cast originale a riprendere il ruolo, doppiando il proprio personaggio, nel film di animazione per la televisione del 1973, parte della serie  The ABC Saturday Superstar Movie, The Mini-Munsters. Tra il 1988 e il 1989 Al Lewis riprende il personaggio in alcuni video destinati al mercato dell'home video, in cui presenta cortometraggi horror o cartoni animati "spaventosi" del passato, affiancato dall'assistente Igor, di cui sentiamo solo la voce (datagli da Keith Williams). In tutte queste apparizione viene usata la grafia Grampa, al posto della più usuale Grandpa. Di questa serie fanno parte i video Grampa's Monster Movies, Grampa's Silly Scaries, Grampa Presents, Grampa's Sci-Fi Hits, Grampa's More Silly Scaries. Al Lewis compare anche nel film per la televisione Here Come the Munsters, dove però non vi interpreta Sam Dracula, ma vi appare come guest star, in una comparsata, interpretando un ospite del ristorante. Nel film La dolce vita... non piace ai mostri, Al Lewis viene doppiato in italiano da Carlo Romano.
Nella successiva serie televisiva remake degli anni ottanta I mostri vent'anni dopo (The Munsters Today, 1988-1991), il Nonno, che viene più spesso chiamato Vladimir Dracula, viene interpretato da Howard Morton. Nell'edizione italiana della serie, viene doppiato da Francesco Vairano.
Nella serie di film per la televisione degli anni novanta, il Nonno viene rispettivamente interpretato da: Robert Morse, in Here Come the Munsters (1995) e Sandy Baron, in The Munsters' Scary Little Christmas (1996). Mentre nel pilota, trasmesso poi come film per la televisione, del 2012, Mockingbird Lane, viene impersonato da Eddie Izzard.
Nel film del 2022, diretto da Rob Zombie, The Munsters, viene infine impersonato da Daniel Roebuck.

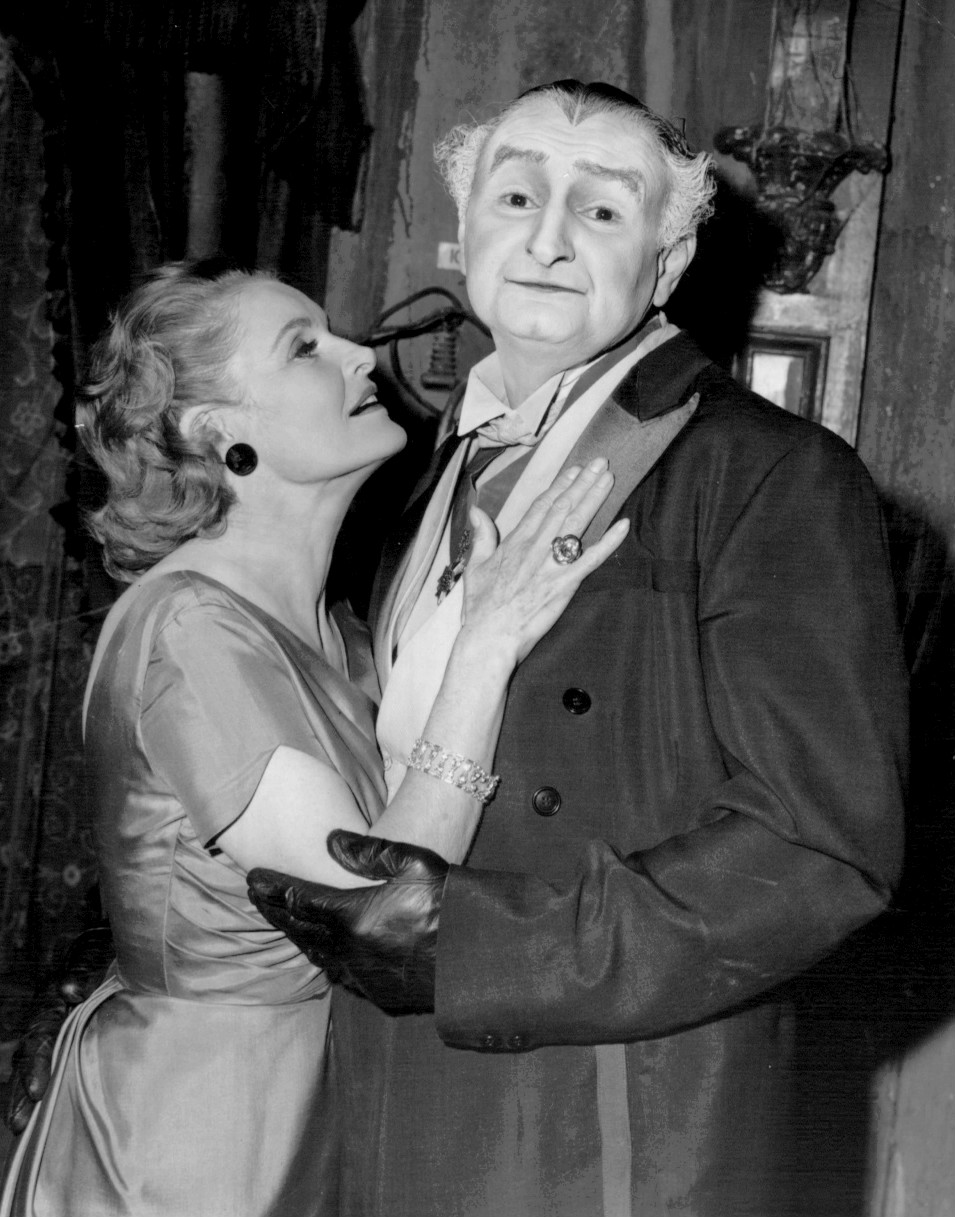
Al Lewis, primo e più noto interprete del Nonno
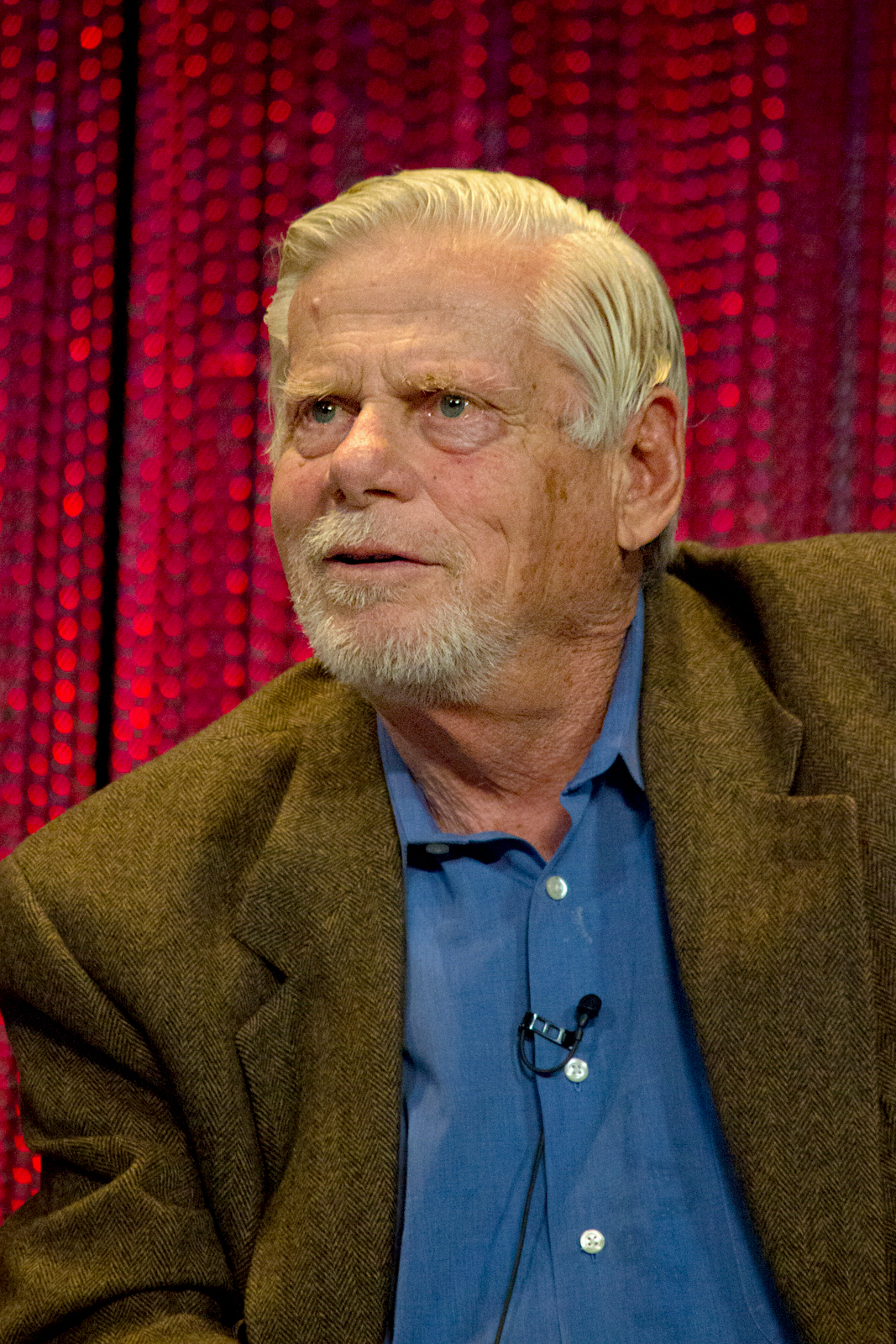
Robert Morse, interprete del Nonno ne Here Comes The Munsters
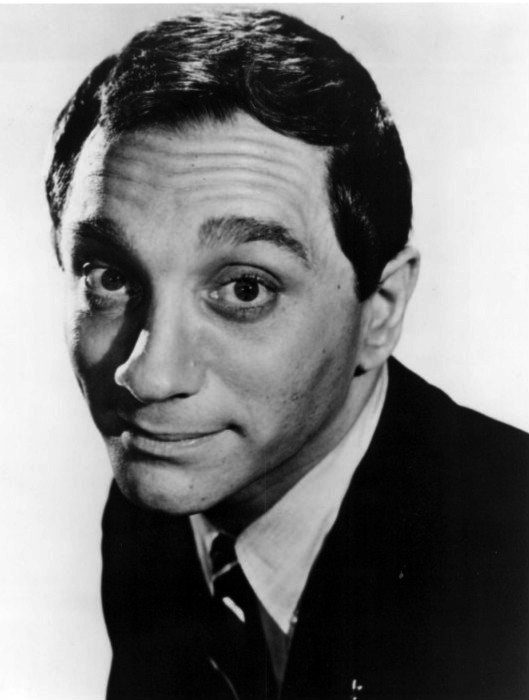
Sandy Baron, interprete del Nonno ne The Munsters' Scary Little Christmas
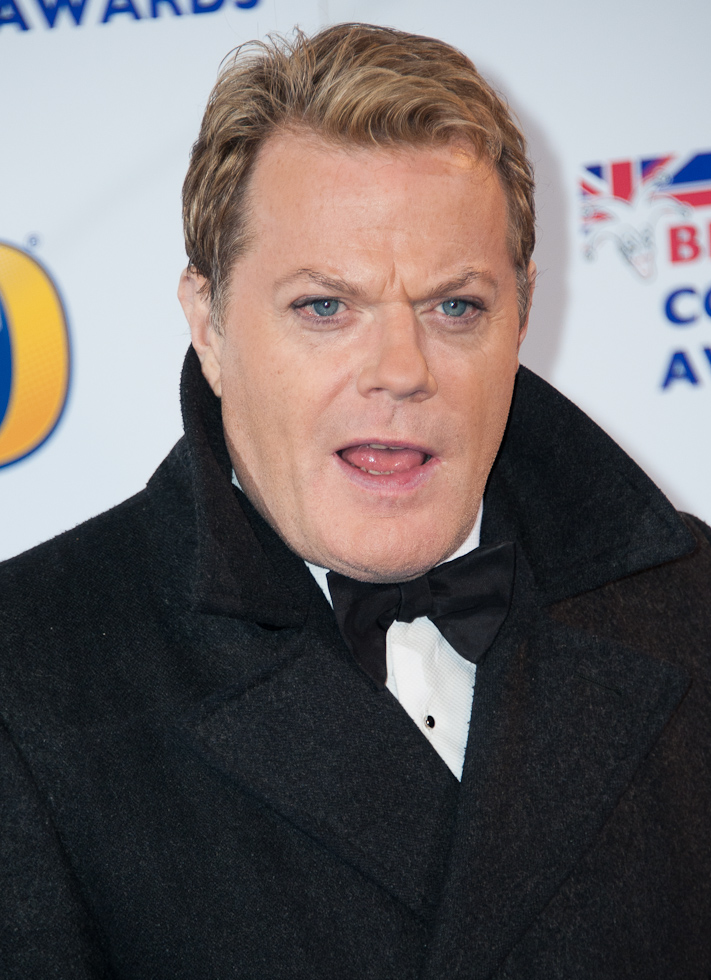
Eddie Izzard, interprete del Nonno in Mockingbird Lane
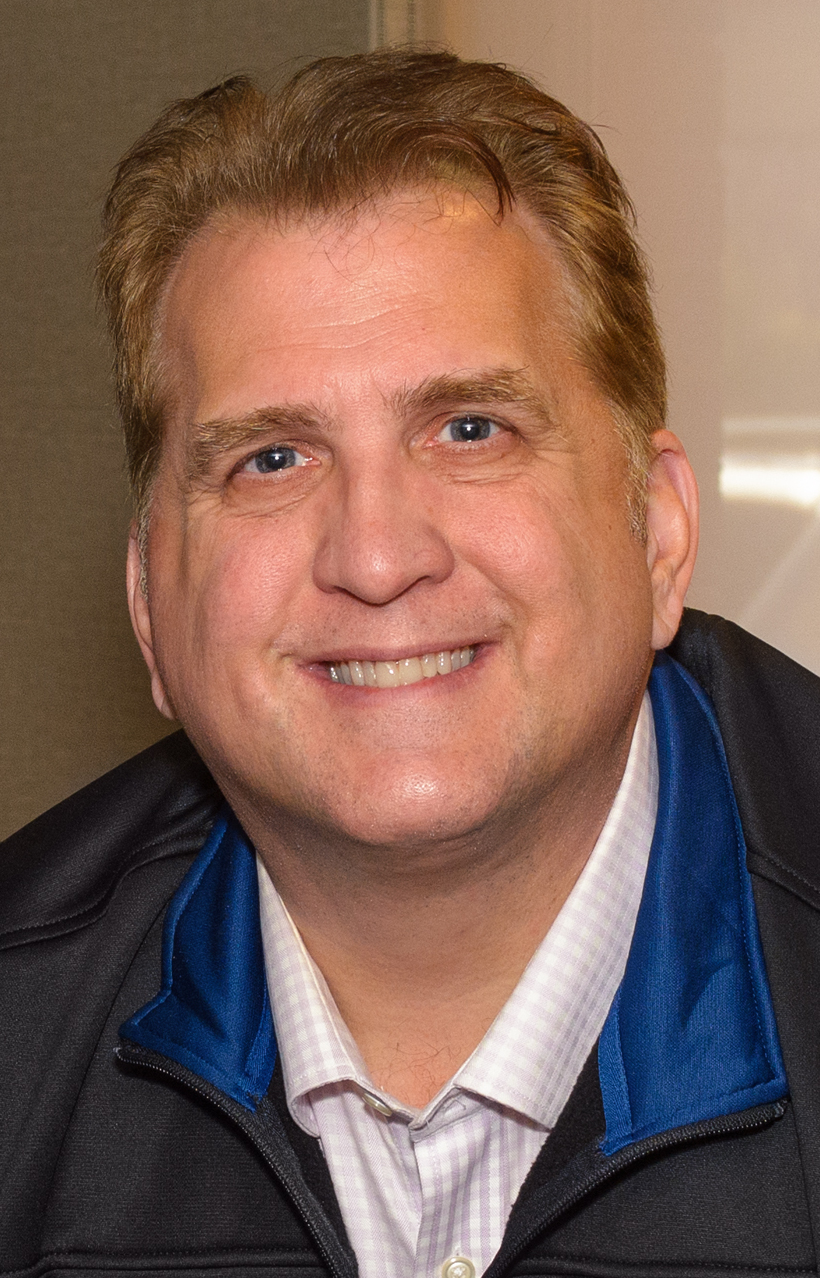
Daniel Roebuck, interprete del Nonno in The Munsters

## Filmografia

### Cinema
- La dolce vita... non piace ai mostri (Munster, Go Home!), regia di Earl Bellamy (1966)
- The Munsters, regia di Rob Zombie - direct-to-video (2022)
- Grampa's Monster Movies, regia di Peter Zasuly - direct-to-video (1988)
- Grampa's Silly Scaries, regia di Peter Zasuly - direct-to-video (1988)
- Grampa Presents, regia di Peter Zasuly - direct-to-video (1988)
- Grampa's Sci-Fi Hits, regia di Peter Zasuly - direct-to-video (1988)
- Grampa's More Silly Scaries, regia di Peter Zasuly - direct-to-video (1989)

### Televisione
- I mostri (The Munsters) - serie TV, 70 episodi (1964-1966)
- Marineland Carnival, regia di Bob Lehman - film TV (1965)
- The Mini-Munsters regia di Gerard Baldwin - film TV della serie The ABC Saturday Superstar Movie (1973)
- The Munsters' Revenge, regia di Don Weis - film TV (1981)
- I mostri vent'anni dopo (The Munsters Today) - serie TV, 72 episodi (1988-1991)
- Here Come the Munsters, regia di Robert Ginty - film TV (1995)
- The Munsters' Scary Little Christmas, regia di Ian Emes - film TV (1996)
- Mockingbird Lane, regia di Bryan Singer - film TV (2012)
- Biography - serie TV documentaristica, episodio The Munsters: America's First Family of Fright (2003)

## Videogiochi
- Midnight Mutants (1990)